# M462 アビール
M462 アビール（ヘブライ語: אביר M462、英語: A462 Abir）は、イスラエルで開発、運用されている軍用車両である。

## 概要
M462 アビールは、イスラエルのオートモーティブ・インダストリーズ（AIL）によって開発された、四輪駆動の中型軍用車である。同じAILによって開発され、1970年から1993年までイスラエル国防軍（IDF）によって使用された、M325 ヌンヌン の後継車両である。1980年代中頃より、M325からの更新が開始された。Abirは、ヘブライ語で騎士（英語: Knight）を意味する語である。
M462 アビールは、M325の後継車種で、車体レイアウトは非常に良く似ているが、全体的にわずかに小型化されており、一方で、エンジン出力は大幅に強化されている。1,800kgの積載能力を持ち、いくつかの派生型が運用されている。

## 戦歴
M462は、1980年代に運用が開始され、現在も現役である。しかし、派生型を含め、本格的な装甲戦闘車両では無いため、例えばレバノン南部などの敵対勢力支配地域に侵入して行われるような軍事作戦ではあまり積極的に使用されておらず、イスラエル国内でのパトロールなど、比較的危険性の少ない任務で使用されている。そのためメディアなどへの露出もあまり多くないようである。
近年になって、装輪式の輸送車にもより高い防御能力が要求されるようになり、完全に装甲化されたZeev装輪装甲車が開発され、M462とあわせて実戦配備された。M462はM325と同様、南米やアフリカなどの数か国に輸出されている。

## 派生型
M462 アビール
基本の兵員輸送型。非装甲で、荷台にベンチシートを有する。
M462 アビール・オレフ（TOW）
BGM-71 TOW対戦車ミサイル発射器を搭載。発射器の形状はM151などに装備されるものと同じ。
M462 ライノAPC
荷台部分に装甲化された兵員室を設け、キャビンにも装甲を施した兵員輸送型。危険地域でのパトロールなどに使用される。
M462 アビールMEV
野戦救急車型。
この他、M40 106mm無反動砲を搭載した車両や、消防車型なども存在する。

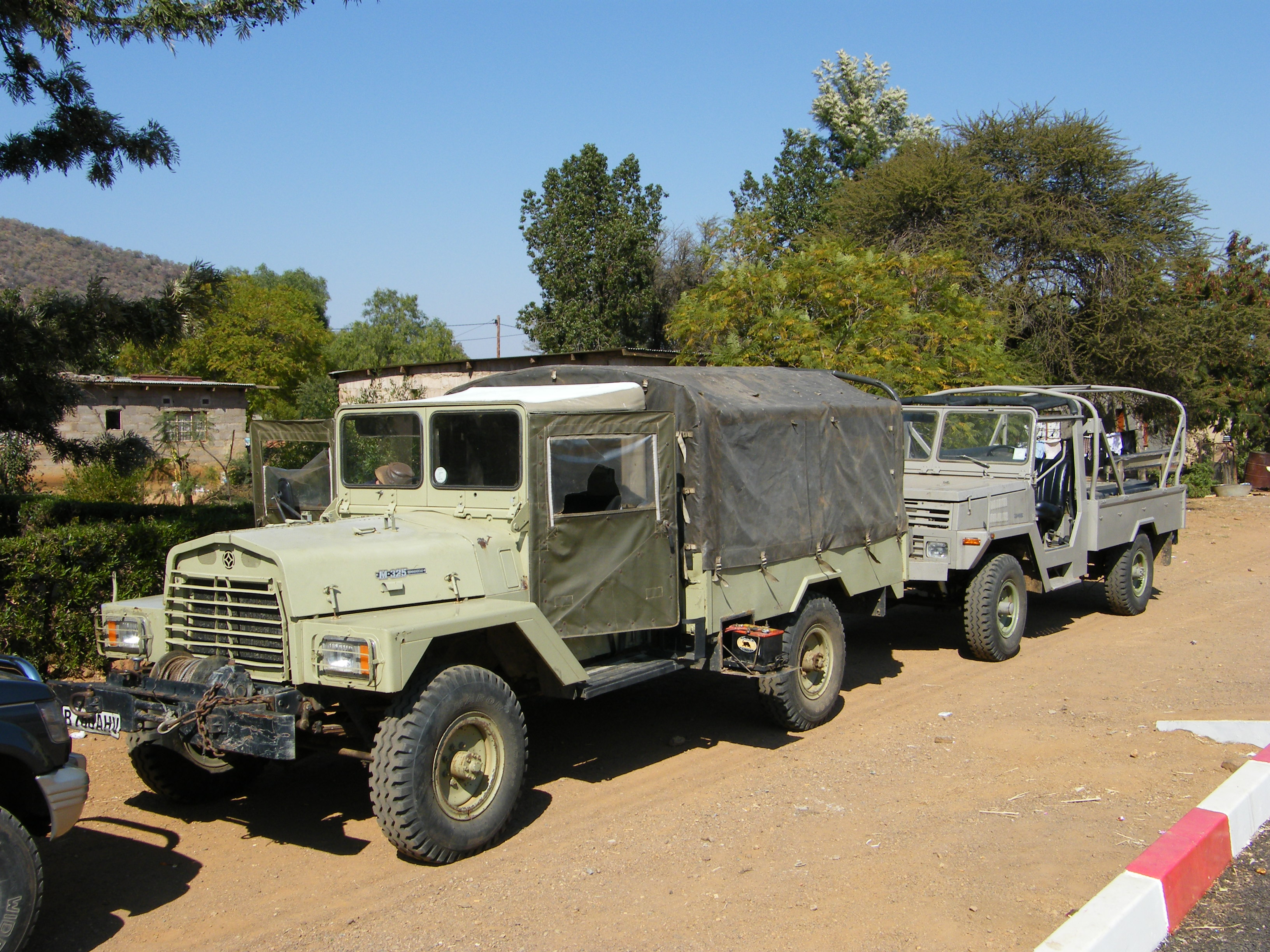
M325後期型とM462 アビール
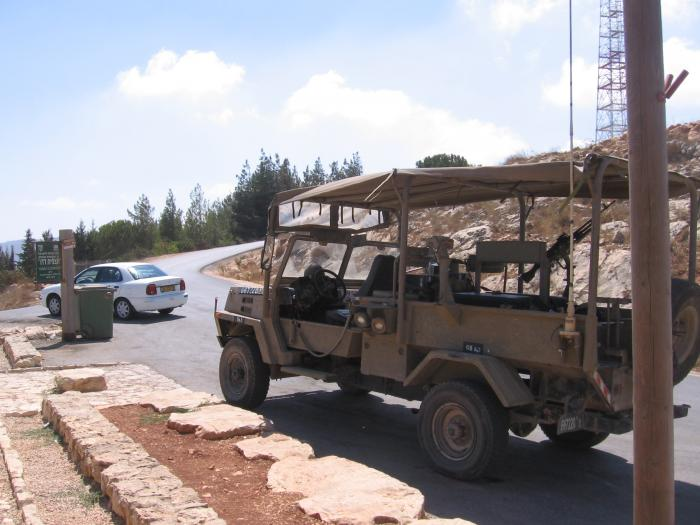
M462 アビールの車体後部
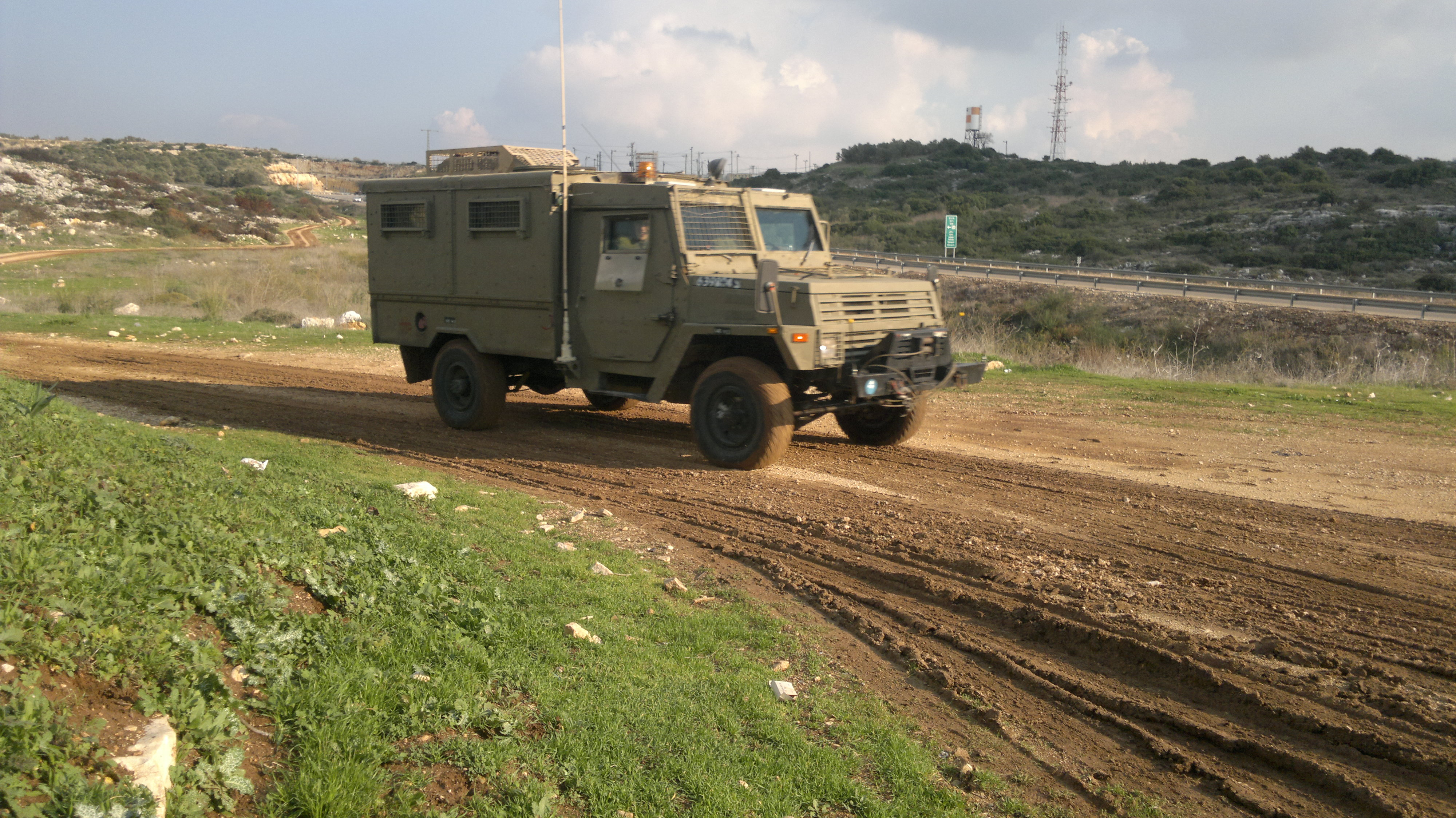
装甲兵員室を持つM462 ライノAPC
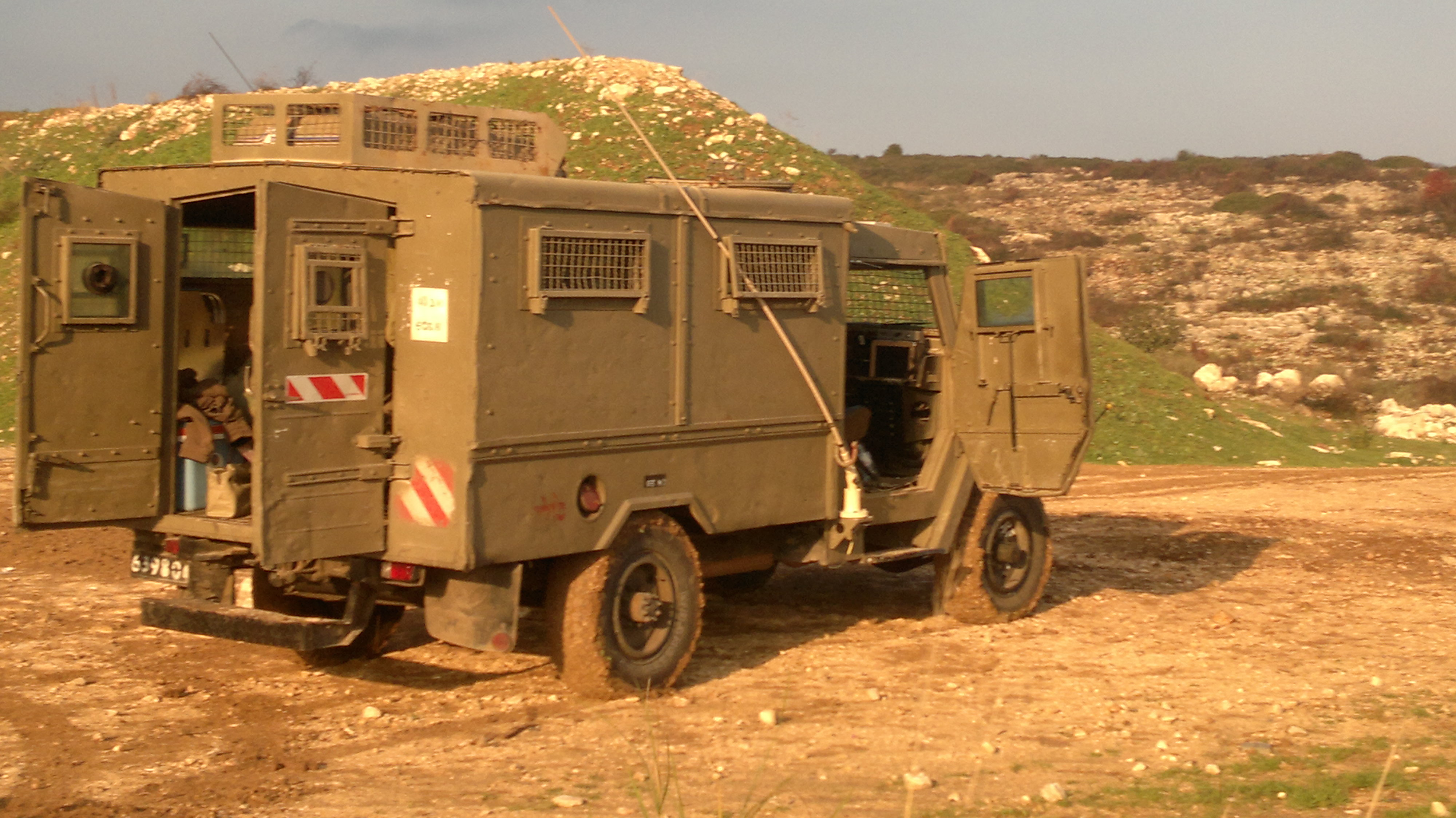
M462 ライノAPCの車体後部

## 使用国
- イスラエル
- ボツワナ
- コロンビア
- グアテマラ
- ペルー